# Исхакова, Барно Бераховна
Барно Бераховна Исхакова (ивр. ברנו יצחקובה‎, тадж. Бахмал Бераҳовна Исҳоқова, узб. Baxmal Berahonova Ishoqova; 12 мая 1927, Ташкент — 7 сентября 2001, Иерусалим) — советская и израильская певица и педагог. Народная артистка Таджикской ССР.

## Биография
Барно Исхакова (Исхакова Барно Бераховна Бахмаль) родилась в Ташкенте, Узбекская ССР, 12 мая 1927 года, в традиционной бухарско-еврейской семье Бераха и Рахили Исхаковых. Она позже переехала в столицу Таджикской ССР Сталинабад (Душанбе) и сделала свою карьеру как певица. Барно Исхакова считалась одной из певиц традиционной классической песни (шашмаком) в истории Центральной Азии и Таджикистана. В репертуаре певицы были таджикские, узбекские и другие песни на русском языке, а также её родном еврейско-таджикском диалекте. Она исполняла традиционные классические песни на радио и телевидении (при Госкомитете радио и телевидения Таджикской ССР) с другими известными исполнителями советской эпохи, такими как Нерийо Аминов, Рафаэль Толмасов, Шоиста Мулладжанова, Ханифа Мавлянова, Рена Галибова, Ахмад Бабакулов и др. В 70 — 80-е гг. XX века она совмещала свою творческую деятельность с преподавательской работой в Таджикском государственном институте искусств им. М. Турсунзаде на отделении Восточной музыки.
Она репатриировалась со своей семьёй в 1992 году в Израиль из-за гражданской войны в Таджикистане и скончалась 7 сентября 2001 года в Иерусалиме. Певица была похоронена там же, на еврейском кладбище Гар а-Менухот.

## Признание и награды
- Лауреат Государственной премии имени Рудаки (Таджикской ССР)
- награждена Орденом Трудового Красного Знамени (1957)[1]
- Заслуженная артистка Таджикской ССР

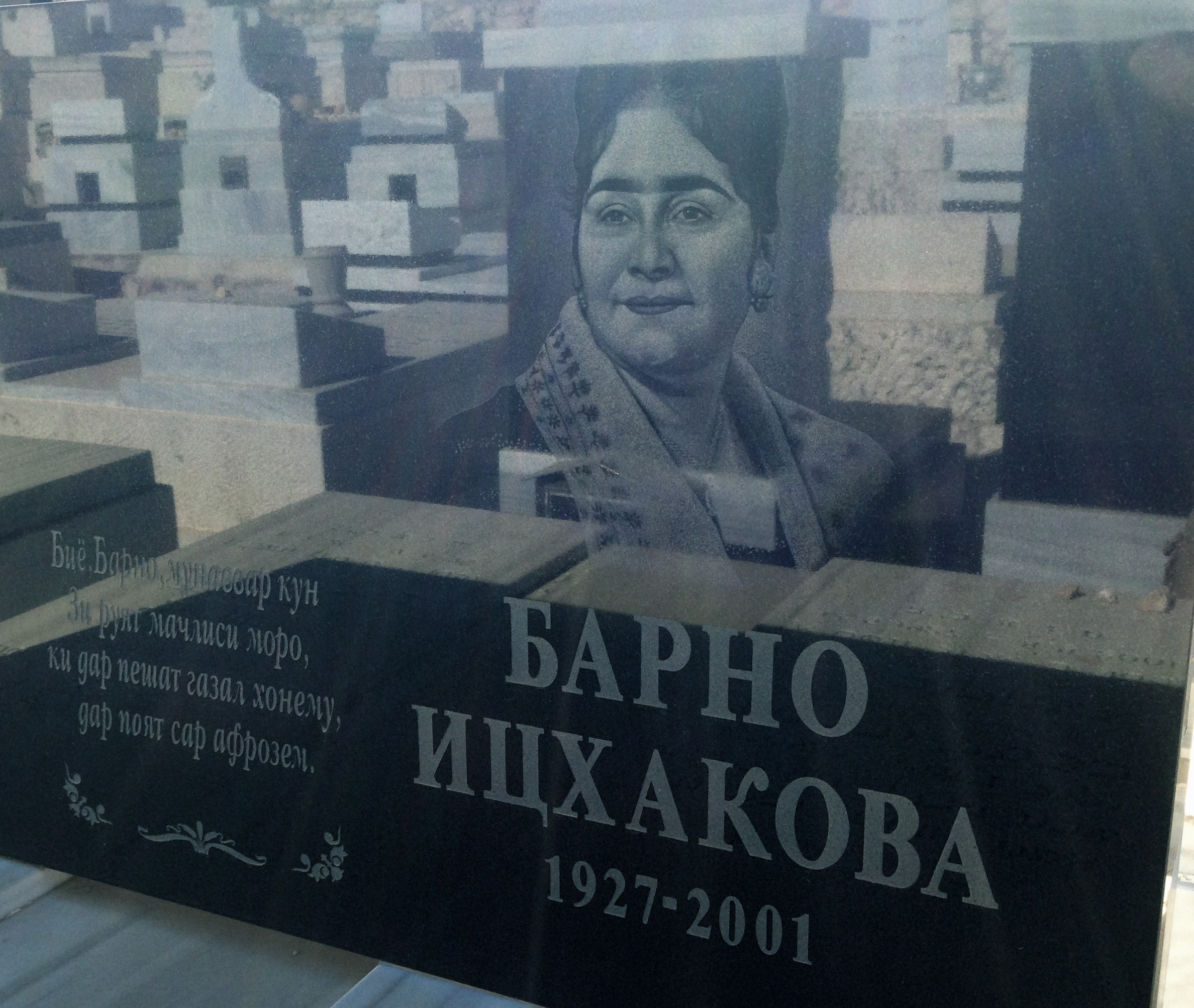
Надгробная плита Барно Исхаковой на кладбище Гар а-Менухот в г. Иерусалим, Израиль, 2013 год

- награждена Орденом «Знак Почёта»
- Народная артистка Таджикской ССР

## Аудиофайл
- Аудиофайл